# موزه هنر فیلادلفیا
موزه هنر فیلادلفیا (به انگلیسی: Philadelphia Museum of Art) از مشهورترین موزه‌های هنر در آمریکاست. این موزه در شهر فیلادلفیای پنسیلوانیا قرار دارد و حاوی ذخایر هنری بسیار ارزنده‌ایست. این موزه در اصل برای نمایشگاه قرن در سال ۱۸۷۶ به کار گرفته شد. ساختمان اصلی آن در ۱۹۲۸ و در شمال غربی پارک‌وی بنجامین فرانکلین تکمیل شد. این موزه، ۲۲۷۰۰۰ اثر از هنرمندان اروپا، آمریکا و آسیا را در خود جای داده است. آثار این موزه شامل مجسمه، نقاشی، چاپ، طراحی، عکس، سلاح و هنرهای تزئینی می‌شود. بازدیدکنندگان این موزه در ۲۰۱۴، بالغ بر ۶۴۳۰۹۶ نفر بوده است.

## نگارخانه

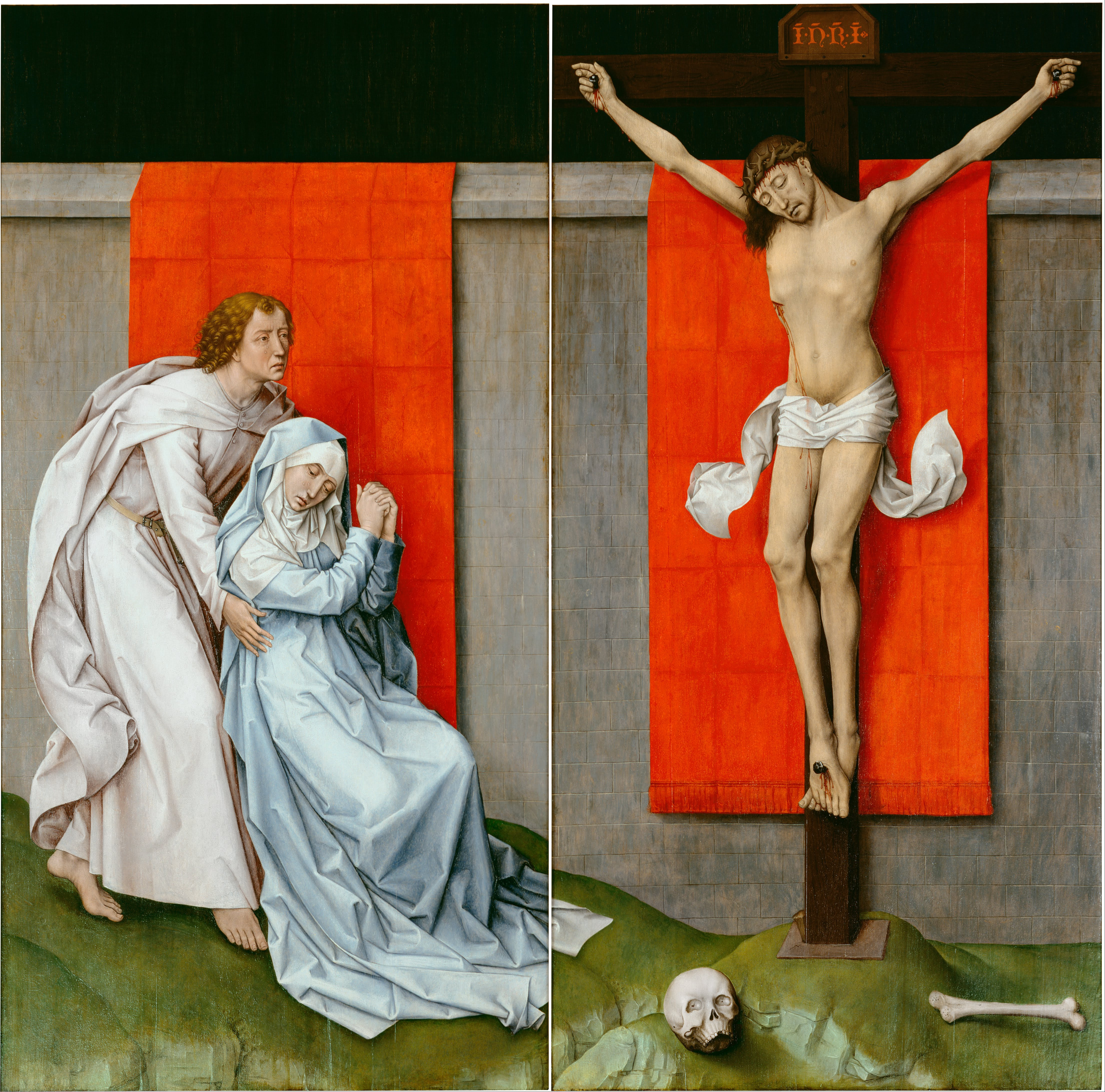
دولوحی مصلوب‌شدن مسیح حوالی ۱۴۶۰ م. اثر روخیر فان در ویدن
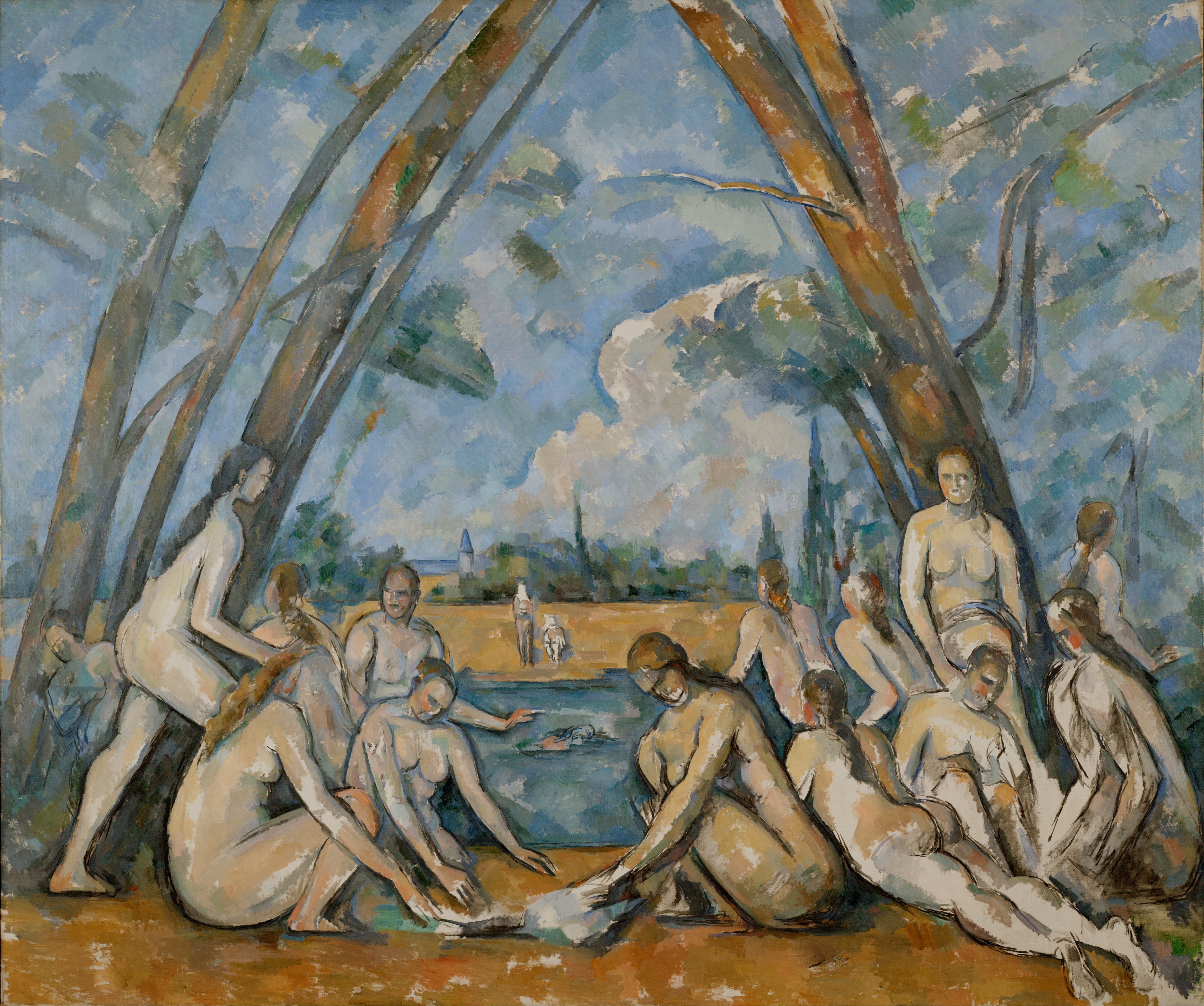
تن‌شویان بزرگ ۱۹۰۶ م. اثر پُل سِزان
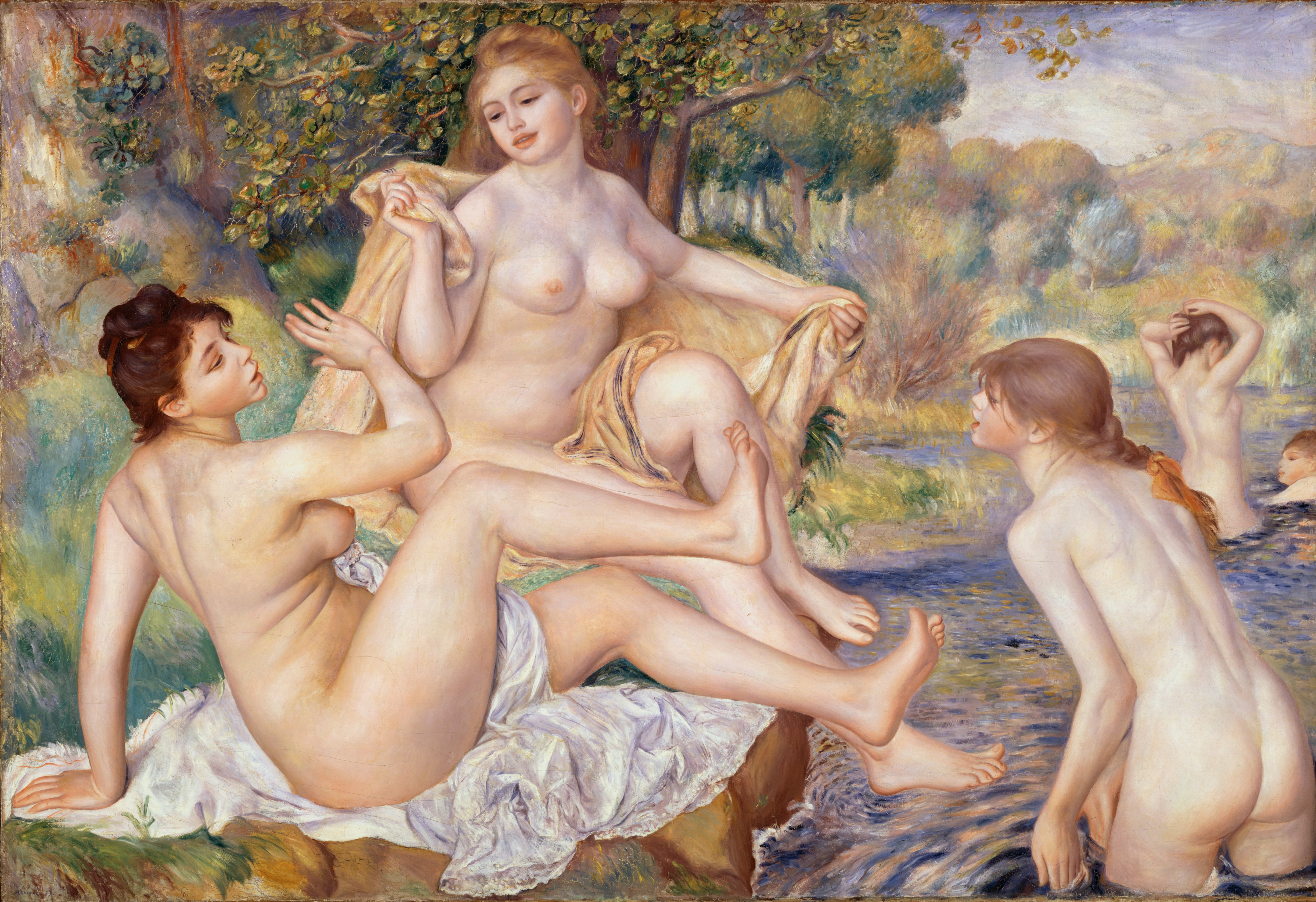
تن‌شویان بزرگ از ۱۸۸۴ تا ۸۷ میلادی اثر پیر آگوست رنوآر
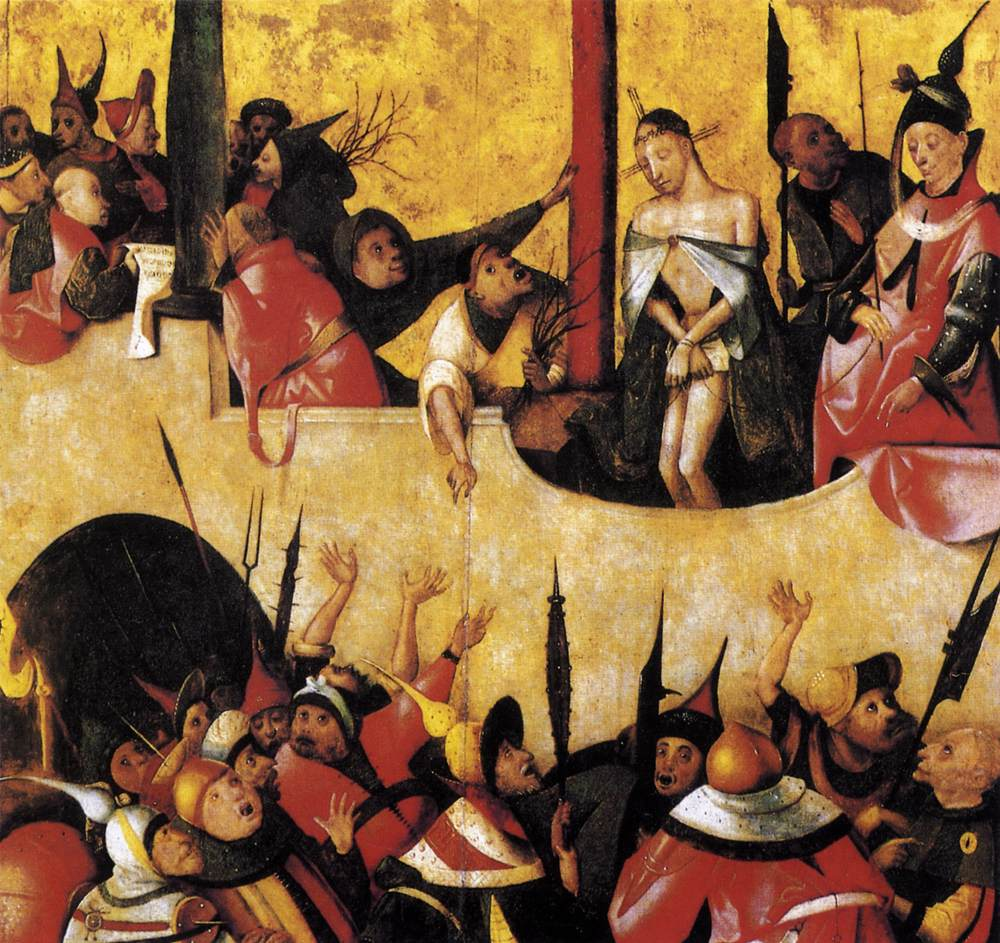
اثر قرن ۱۵ از هیرونیموس بوش بنام اکه هومو
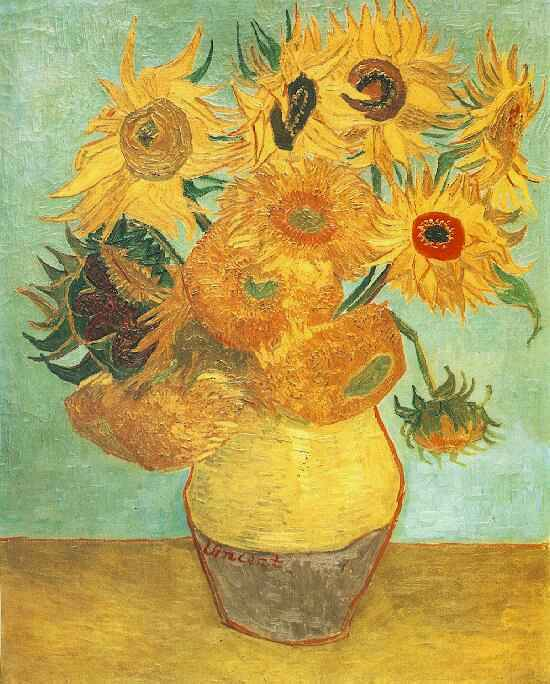
گلدان همراه دوازده آفتابگردان اثر ونسان ون گوگ تکرار نسخهٔ ۲ - ژانویه ۱۸۸۹
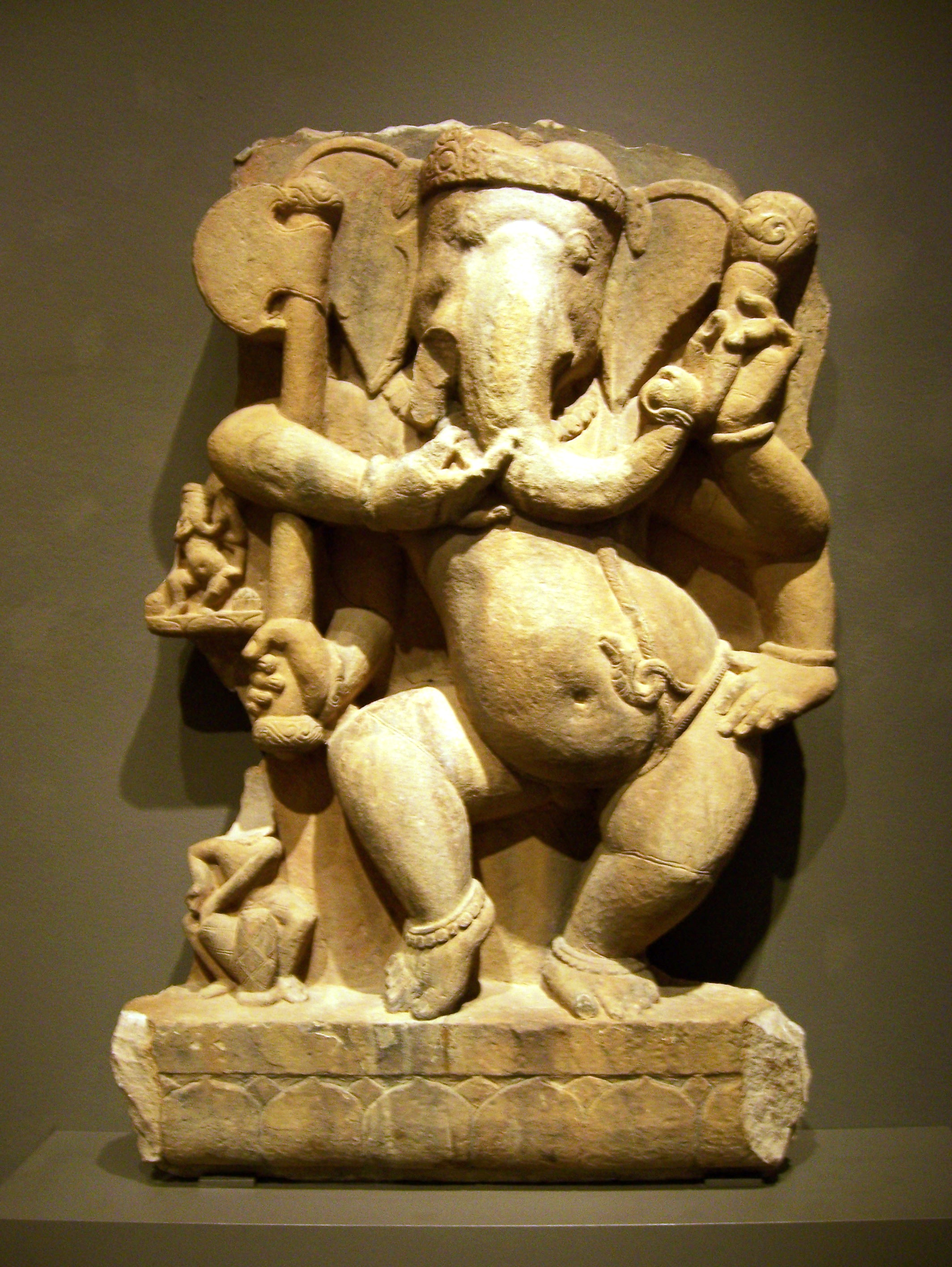
تندیسی کهن از گانش
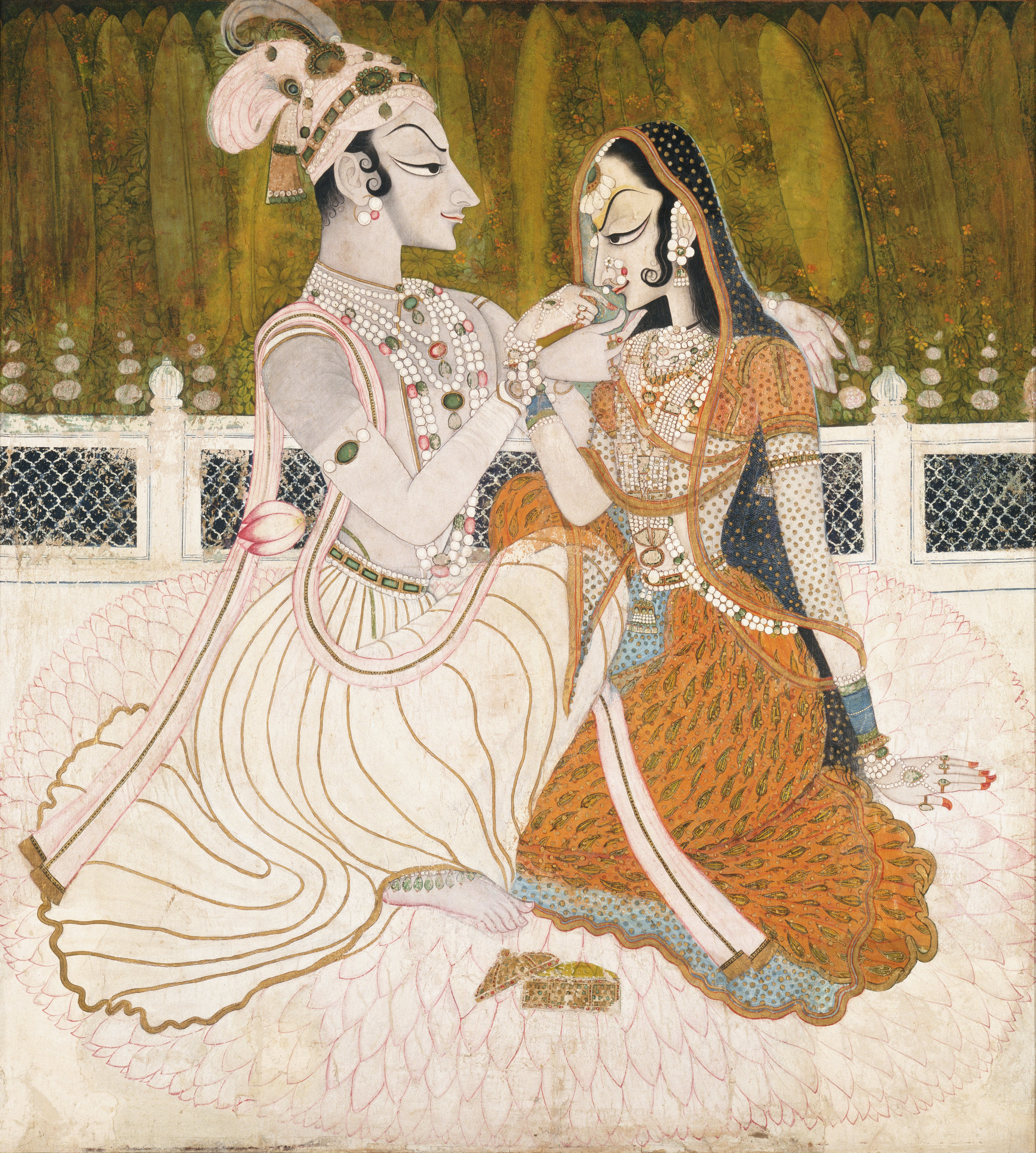
کریشنا و رادا حوالی ۱۷۵۰ م.
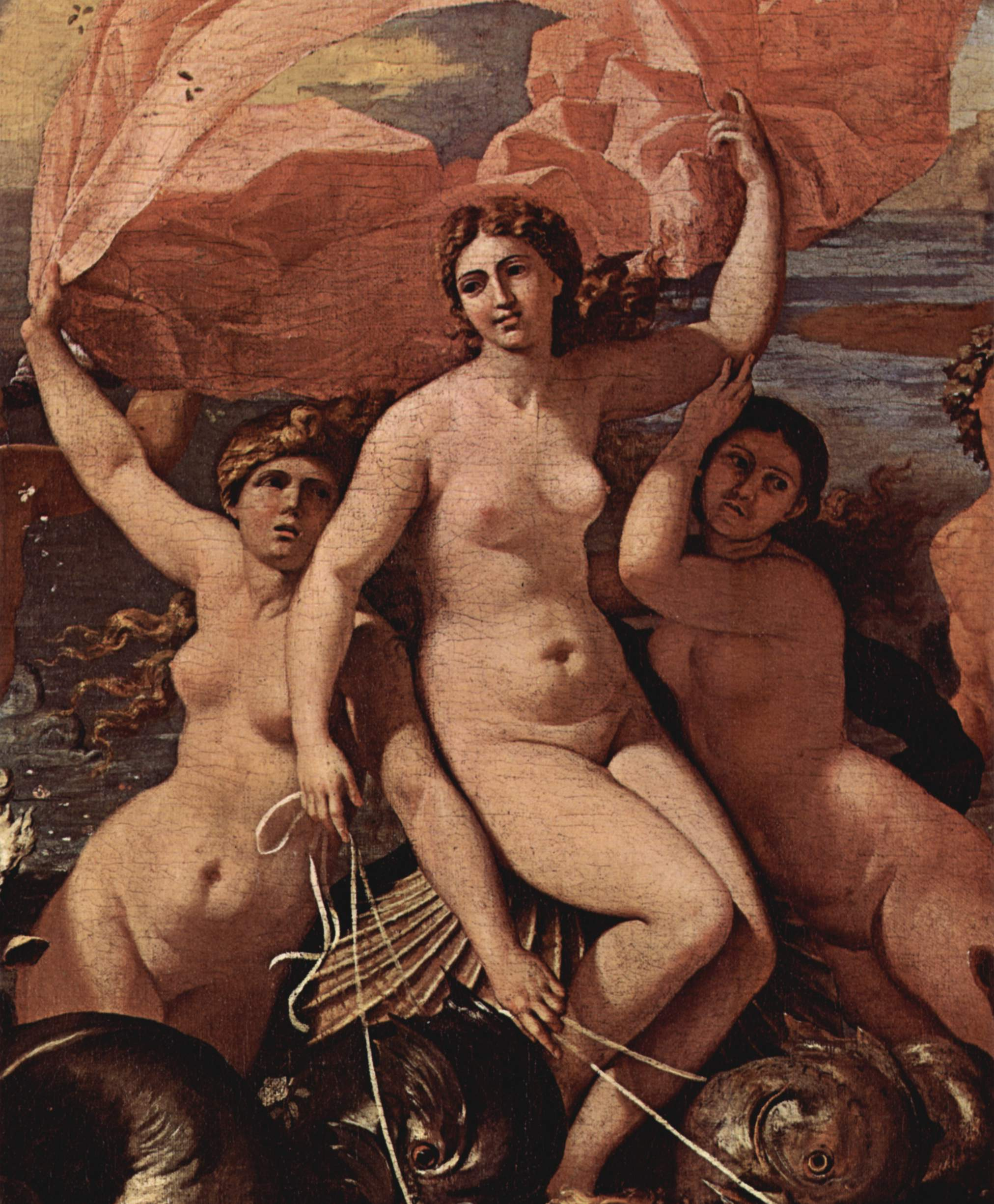
پیروزی نپتون، اثری از قرن ۱۷ از نیکلاس پوسن
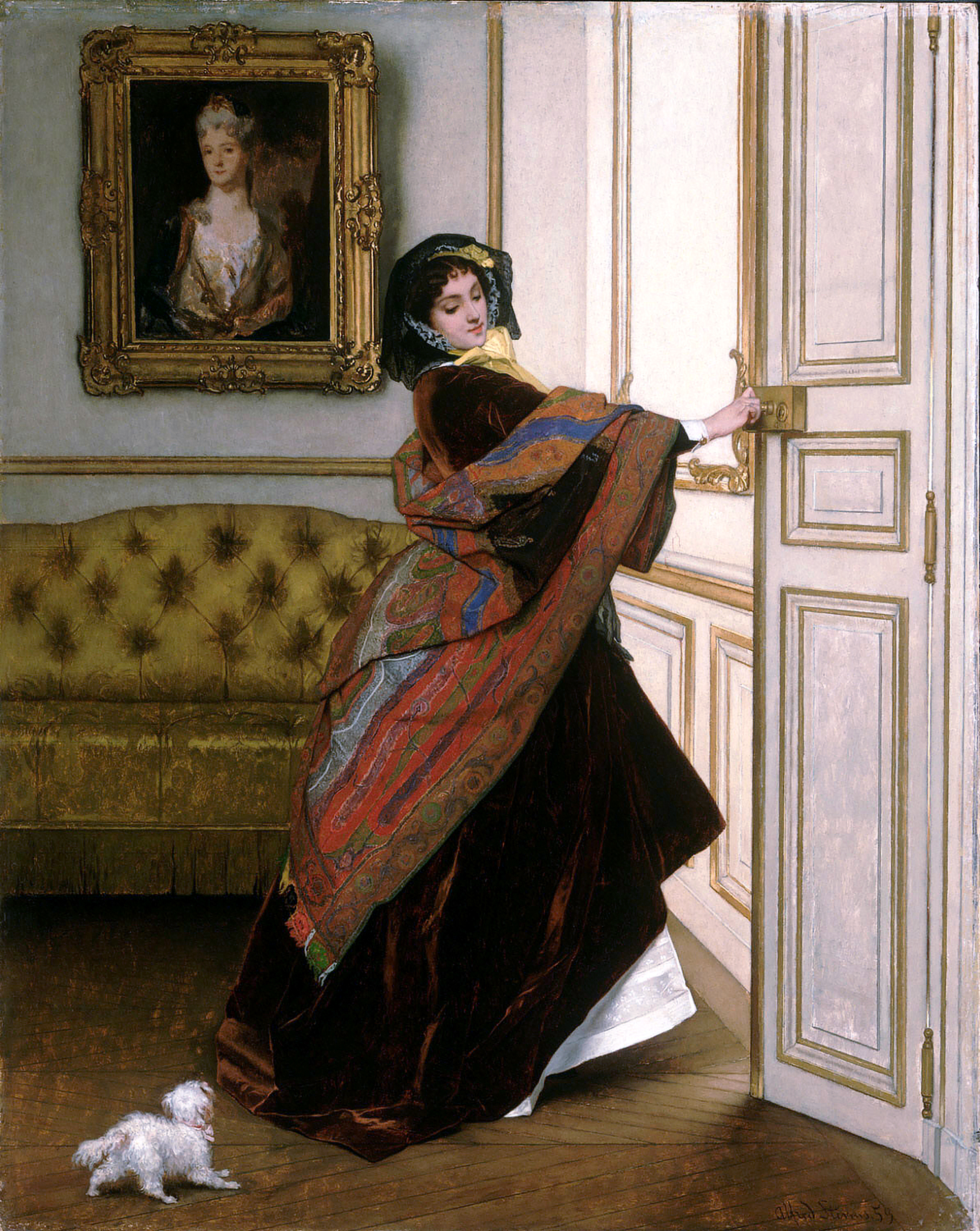
فیدو با من بیرون میای؟ ۱۸۵۹ م. اثر آلفرد استیونس
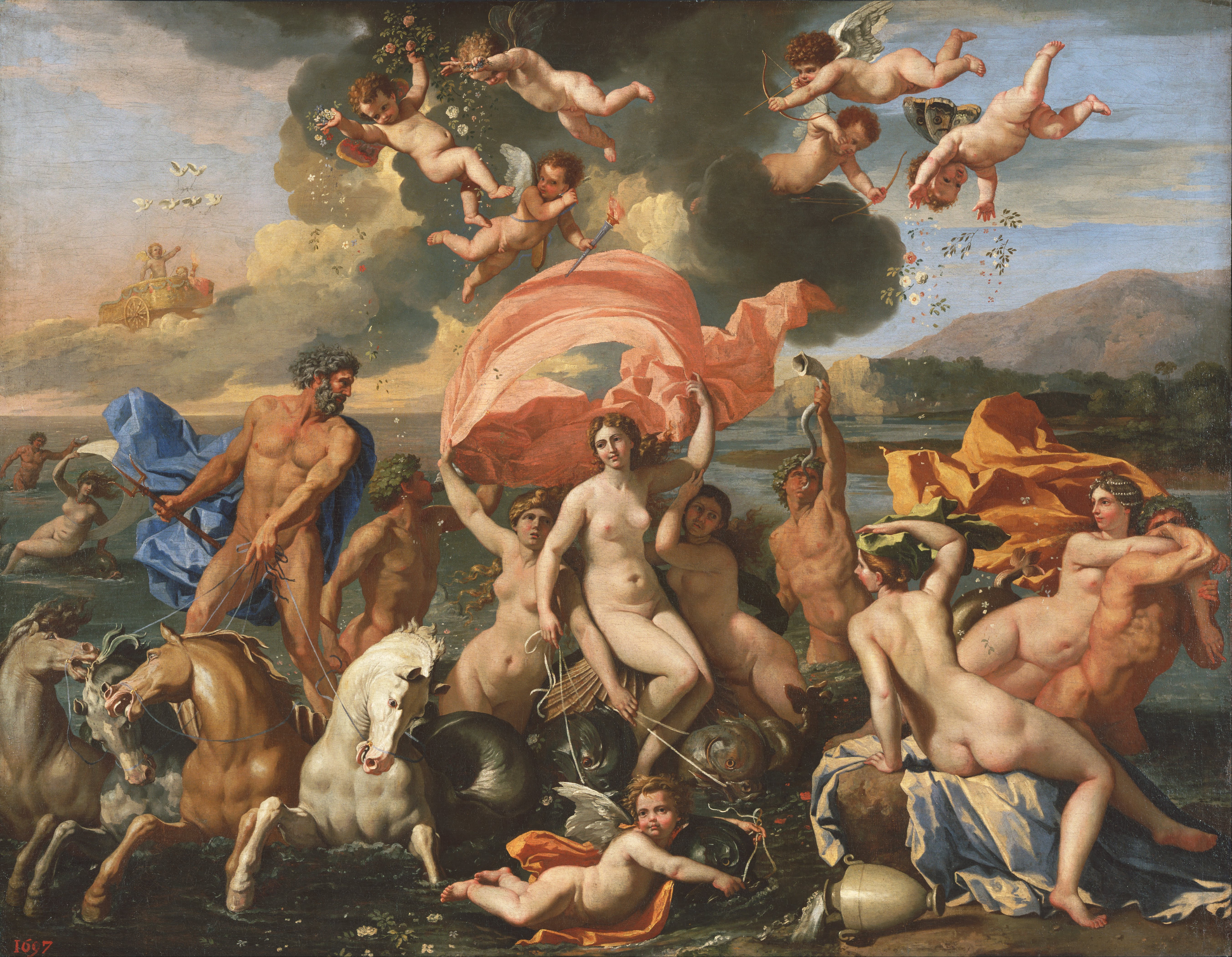
زایش ونوس ۱۶۳۵ م. اثر نیکولا پوسن
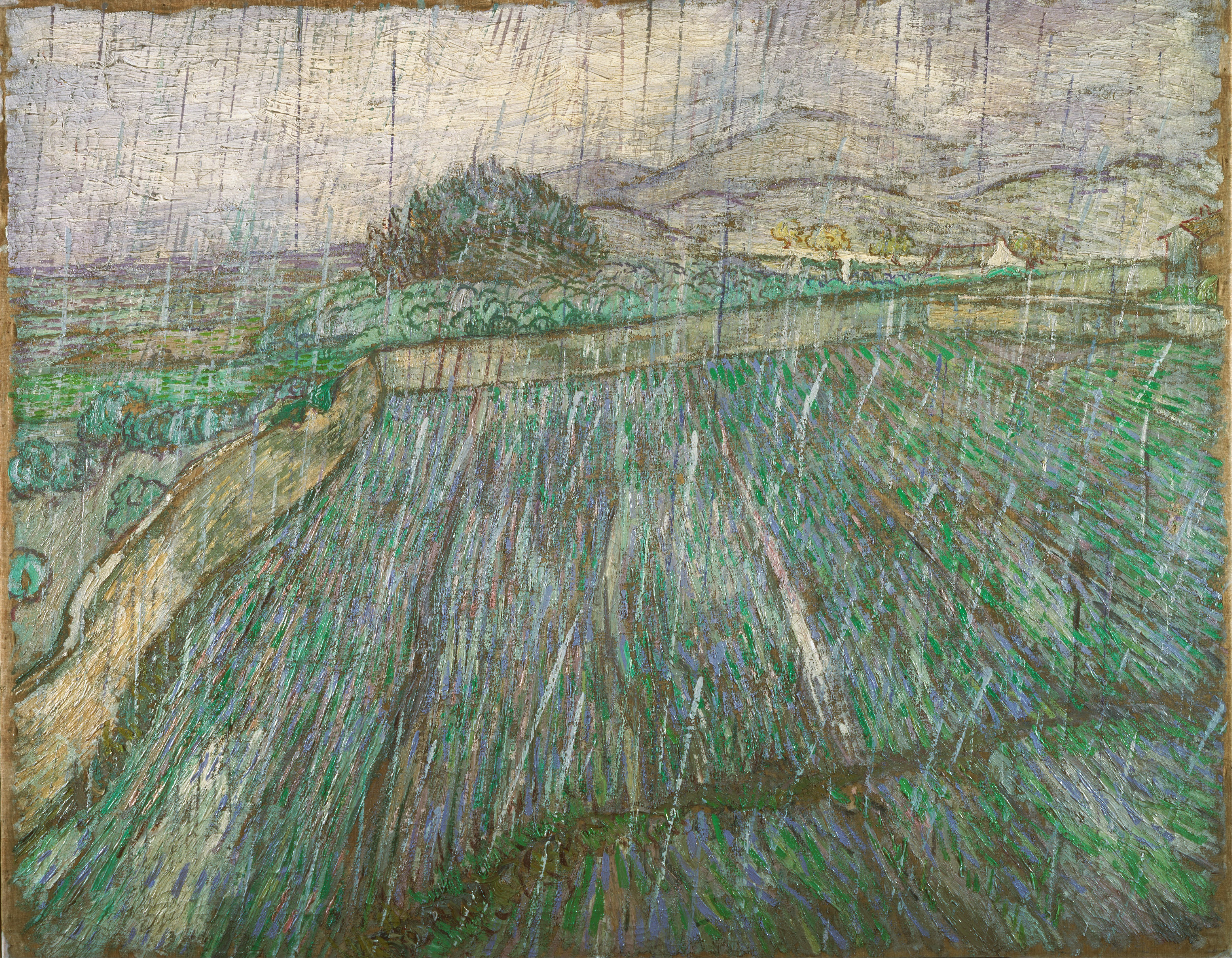
مزرعهٔ گندم حین باران ۱۸۸۹ م. اثر ونسان ون گوگ
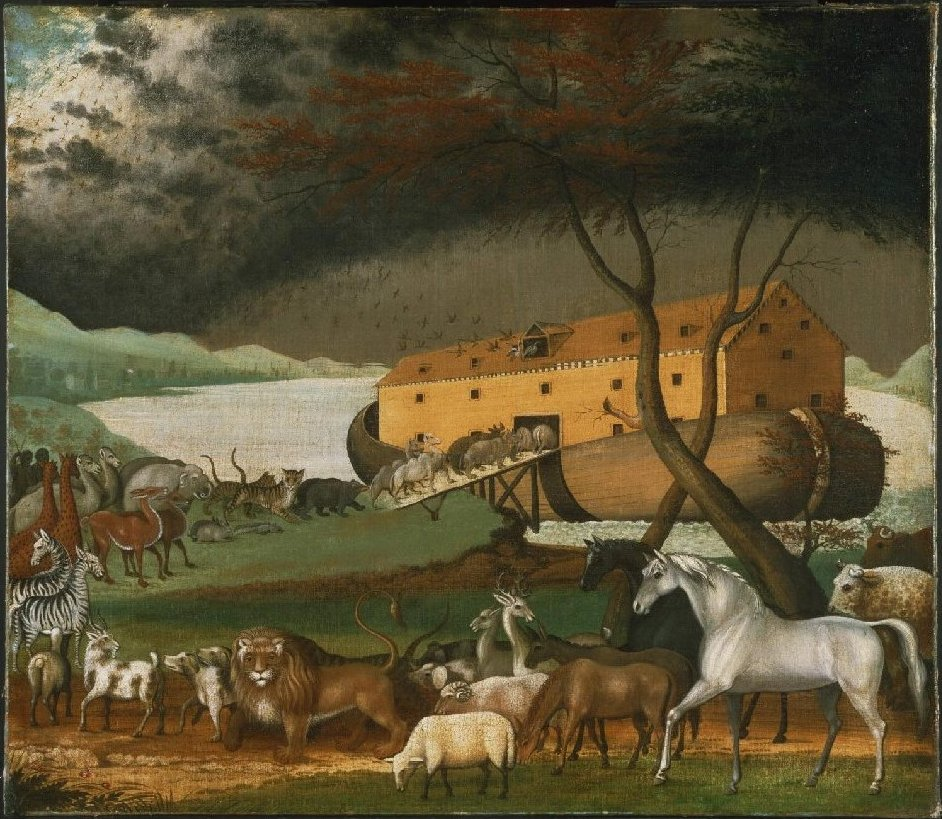
کشتی نوح ۱۸۴۶ م. اثر ادوارد هیکس
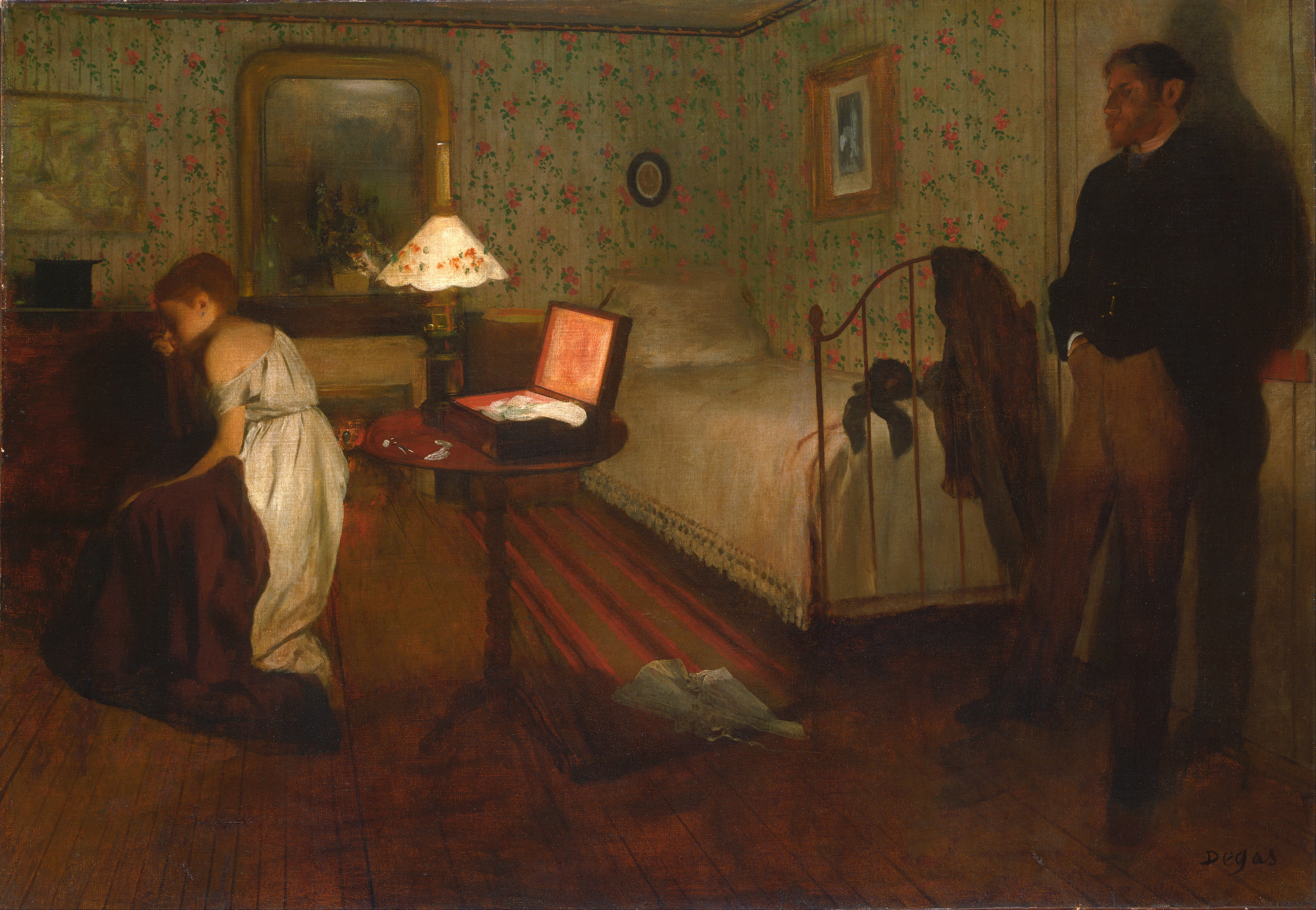
در اندرونی
بین ۱۸۶۸ تا ۱۸۶۹ م.
اثر اِدگار دِ گا